# Campionat del món d'handbol masculí de 2021
El XXVII Campionat Mundial d'Handbol Masculí se celebra a Egipte entre el 13 i el 31 de gener de 2021 organitzat conjuntament per la Federació Internacional d'Handbol (IHF) i la Federació Egípcia de Handbol.

Un total de trenta-dues seleccions nacionals de cinc confederacions continentals competeixen pel títol mundial, posició que actualment té l'equip de Dinamarca, guanyadora del Mundial de 2019.

## Seus
| Grup                      | Ciutat             | Pavelló                              | Aforament |
| ------------------------- | ------------------ | ------------------------------------ | --------- |
| A, E i II                 | Ciutat 6 d'Octubre | Pavelló d'Esports de Sis d'Octubre   | 5.200     |
| B, F i I                  | El Caire           | Pavelló d'Esports de la Nova Capital | 7.500     |
| C y H                     | Borg El Arab       | Pavelló d'Esports de Borg El Arab    | 5.000     |
| D, G, II, IV i fase final | El Caire           | Estadi del Caire                     | 17.000    |

## Àrbitres
La IHF va anunciar el 4 de gener de 2021 la llista de 19 parelles d'àrbitres, provinents de totes les federacions continentals afiliades, a excepció d'Oceania.
| País      | Árbitros                                |
| --------- | --------------------------------------- |
| Alemanya  | Robert Schulze Tobias Tönnies           |
| Algèria   | Yusef Beljiri Sid Ali Hamidi            |
| Argentina | Julián López Grillo Sebastián Lenci     |
| Croàcia   | Matija Gubica Boris Milošević           |
| Dinamarca | Mads Hansen Jesper Madsen               |
| Eslovènia | Bojan Lah David Sok                     |
| Egipte    | Alaa Emam Hosam Hedaia                  |
| Espanya   | Óscar Raluy López Ángel Sabroso Ramírez |
| França    | Charlotte Bonaventura Julie Bonaventura |
| França    | Karim Gasmi Raouf Gasmi                 |

| País               | Árbitros                          |
| ------------------ | --------------------------------- |
| Iran               | Mayid Kolahduzan Alireza Musavian |
| Macedònia del Nord | Guiorgui Nachevski Slave Nikolov  |
| Montenegro         | Ivan Pavićević Miloš Ražnatović   |
| Noruega            | Håvard Kleven Lars Jørum          |
| Portugal           | Duarte Santos Ricardo Fonseca     |
| Txèquia            | Václav Horáček Jiří Novotný       |
| Suècia             | Mirza Kurtagic Mattias Wetterwik  |
| Suïssa             | Arthur Brunner Morad Salah        |
| Tunísia            | Samir Krichen Samir Majluf        |

## Grups
El sorteig dels grups es va dur a terme el 5 de setembre de 2020 a les Piràmides de Guiza, a Egipte. A més de Dinamarca i Egipte, classificats automàticament com a vigent campió i organitzador respectivament, els altres trenta equips participants, que van aconseguir la seva plaça mitjançant les diferents competicions organitzades per les confederacions corresponents, es van dividir en quatre bombos. Després del sorteig, els vuit grups van quedar de la següent manera:
| Grup A   | Grup B  | Grup C  | Grup D                          | Grup E  | Grup F   | Grup G             | Grup H        |
| -------- | ------- | ------- | ------------------------------- | ------- | -------- | ------------------ | ------------- |
| Alemanya | Espanya | Croàcia | Dinamarca                       | Noruega | Portugal | Suècia             | Eslovènia     |
| Hungary  | Tunísia | Qatar   | Argentina                       | Àustria | Algèria  | Egipte             | Belarus       |
| Uruguai  | Brasil  | Japó    | Bahrain                         | França  | Islàndia | Macedònia del Nord | Corea del Sud |
| Cap Verd | Polònia | Angola  | República Democràtica del Congo | Suïssa  | Marroc   | Xile               | Rússia        |

## Primera Fase
- Tots els partits en l'hora local d'Egipte (UTC+2).

Els primers tres de cada grup passen a la segona fase. Els equips restants juguen entre si pels llocs 25 a 32.

### Grup A
- Resultats

| Data  | Hora  | Partit¹  | Partit¹ | Partit¹  | Resultat |
| ----- | ----- | -------- | ------- | -------- | -------- |
| 15.01 | 19.00 | Alemanya | -       | Uruguai  | 43-14    |
| 15.01 | 21.30 | Hungary  | -       | Cap Verd | 34-27    |
| 17.01 | 19.00 | Cap Verd | -       | Alemanya | 0-10     |
| 17.01 | 21.30 | Hungary  | -       | Uruguai  | 44-18    |
| 19.01 | 19.00 | Uruguai  | -       | Cap Verd |          |
| 19.01 | 21.30 | Alemanya | -       | Hungary  |          |

### Grup B
- Resultats

| Data  | Hora  | Partit¹ | Partit¹ | Partit¹ | Resultat |
| ----- | ----- | ------- | ------- | ------- | -------- |
| 15.01 | 19.00 | Espanya | -       | Brasil  | 29-29    |
| 15.01 | 21.30 | Tunísia | -       | Polònia | 28-30    |
| 17.01 | 19.00 | Tunísia | -       | Brasil  | 32-32    |
| 17.01 | 21.30 | Polònia | -       | Espanya | 26-27    |
| 19.01 | 19.00 | Espanya | -       | Tunísia |          |
| 19.01 | 21.30 | Brasil  | -       | Polònia |          |

### Grup C
- Resultats

| Data  | Hora  | Partit¹ | Partit¹ | Partit¹ | Resultat |
| ----- | ----- | ------- | ------- | ------- | -------- |
| 15.01 | 16.30 | Qatar   | -       | Angola  | 30-25    |
| 15.01 | 19.00 | Croàcia | -       | Japó    | 29-29    |
| 17.01 | 16.30 | Qatar   | -       | Japó    | 31-29    |
| 17.01 | 19.00 | Angola  | -       | Croàcia | 20-28    |
| 19.01 | 16.30 | Japó    | -       | Angola  |          |
| 19.01 | 19.00 | Croàcia | -       | Qatar   |          |

### Grup D
- Resultats

| Data  | Hora  | Partit¹                         | Partit¹ | Partit¹                         | Resultat |
| ----- | ----- | ------------------------------- | ------- | ------------------------------- | -------- |
| 15.01 | 19.00 | Argentina                       | -       | República Democràtica del Congo | 28-22    |
| 15.01 | 21.30 | Dinamarca                       | -       | Bahrain                         | 34-20    |
| 17.01 | 19.00 | Argentina                       | -       | Bahrain                         | 24-21    |
| 17.01 | 21.30 | República Democràtica del Congo | -       | Dinamarca                       | 19-39    |
| 19.01 | 19.00 | Bahrain                         | -       | República Democràtica del Congo |          |
| 19.01 | 21.30 | Dinamarca                       | -       | Argentina                       |          |

### Grup E
- Resultats

| Data  | Hora  | Partit¹ | Partit¹ | Partit¹ | Resultat |
| ----- | ----- | ------- | ------- | ------- | -------- |
| 14.01 | 19.00 | Àustria | -       | Suïssa  | 25-28    |
| 14.01 | 21.30 | Noruega | -       | França  | 24-28    |
| 16.01 | 19.00 | Àustria | -       | França  | 28-35    |
| 16.01 | 21.30 | Suïssa  | -       | Noruega | 25-31    |
| 18.01 | 19.00 | França  | -       | Suïssa  |          |
| 18.01 | 21.30 | Noruega | -       | Àustria |          |

L'equip dels Estats Units decidí no participar-hi a causa de nombrosos casos positius por COVID-19; en substitució, l'IHF convidà la selecció de Suïssa.

### Grup F
- Resultats

| Data  | Hora  | Partit¹  | Partit¹ | Partit¹  | Resultat |
| ----- | ----- | -------- | ------- | -------- | -------- |
| 14.01 | 19.00 | Algèria  | -       | Marroc   | 24-23    |
| 14.01 | 21.30 | Portugal | -       | Islàndia | 25-23    |
| 16.01 | 19.00 | Marroc   | -       | Portugal | 20-33    |
| 16.01 | 21.30 | Algèria  | -       | Islàndia | 24-39    |
| 18.01 | 19.00 | Portugal | -       | Algèria  |          |
| 18.01 | 21.30 | Islàndia | -       | Marroc   |          |

### Grup G
- Resultats

| Data  | Hora  | Partit¹            | Partit¹ | Partit¹            | Resultat |
| ----- | ----- | ------------------ | ------- | ------------------ | -------- |
| 13.01 | 19.00 | Egipte             | -       | Xile               | 35-29    |
| 14.01 | 21.30 | Suècia             | -       | Macedònia del Nord | 32-20    |
| 16.01 | 19.00 | Egipte             | -       | Macedònia del Nord | 38-19    |
| 16.01 | 21.30 | Xile               | -       | Suècia             | 26-41    |
| 18.01 | 19.00 | Macedònia del Nord | -       | Xile               |          |
| 18.01 | 21.30 | Suècia             | -       | Egipte             |          |

### Grup H
- Resultats

| Data  | Hora  | Partit¹       | Partit¹ | Partit¹       | Resultat |
| ----- | ----- | ------------- | ------- | ------------- | -------- |
| 14.01 | 16.30 | Belarus       | -       | Rússia        | 32-32    |
| 14.01 | 19.00 | Eslovènia     | -       | Corea del Sud | 51-29    |
| 16.01 | 16.30 | Belarus       | -       | Corea del Sud | 32-24    |
| 16.01 | 19.00 | Rússia        | -       | Eslovènia     | 31-25    |
| 18.01 | 16.30 | Corea del Sud | -       | Rússia        |          |
| 18.01 | 19.00 | Eslovènia     | -       | Belarus       |          |